# Ceratophysella norensis
Ceratophysella norensis är en urinsektsart som beskrevs av Cassagnau 1964. Ceratophysella norensis ingår i släktet Ceratophysella och familjen Hypogastruridae. Inga underarter finns listade i Catalogue of Life.